# Venizy
Venizy es una localidad y comuna francesa situada en la región de Borgoña, departamento de Yonne, en el distrito de Auxerre y cantón de Brienon-sur-Armançon.

## Demografía
| 1 435 | 1 441 | 1 411 | 1 479 | 1 777 | 1 672 | 1 782 | 1 769 | 1 581 | 1 515 | 1 531 | 1 349 | 1 404 | 1 334 | 1 320 | 1 190 | 1 086 | 1 050 | 985 | 929 | 833 | 774 | 743 | 785 | 777 | 724 | 680 | 599 | 693 | 739 | 743 | 821 | 866 |
| Para los censos de 1962 a 1999 la población legal corresponde a la población sin duplicidades (Fuente: INSEE [Consultar]) |       |       |       |       |       |       |       |       |       |       |       |       |       |       |       |       |       |     |     |     |     |     |     |     |     |     |     |     |     |     |     |     |